# Liste von Parkanlagen in Nordrhein-Westfalen

Verwaltungsgliederung NRW

Die Liste von Parkanlagen in Nordrhein-Westfalen gibt einen Überblick über Grünflächen und Parkanlagen, die Nordrhein-Westfalen seinen Bewohnern und Gästen bietet. Nordrhein-Westfalen ist administrativ in 31 Kreise (einschließlich der Städteregion Aachen, die einem Kreis gleichgestellt ist) sowie 22 kreisfreie Städte untergliedert.
Das Erscheinungsbild der Parkanlagen der Schlösser und Herrensitze wandelte sich ab etwa 1800 vom geometrischen Konzept zum Landschaftsgarten. Es gab französische und englische Einflüsse. Sie waren der Öffentlichkeit lange nicht zugänglich. 
Mit Auflösung der mittelalterlichen Rechtsverhältnisse in französischer Zeit 1794 bis 1814 und Aufhebung der Kleinststaaten entfiel auch zunehmend die Notwendigkeit von Stadtbefestigungen, es entstanden in diesen Bereichen unter anderem Ringstraßen und Parkanlagen mit Teichen (so etwa nach dem Friedensvertrag von Lunéville 1801 in Düsseldorf). Ende des 19. Jahrhunderts entstand das Konzept des Volksparks. Fritz Encke gilt als prägende Gestalt der Reformgartenbewegung.
Einen weiteren Impuls lieferten in der Nachkriegszeit die Bundesgartenschauen (zum Beispiel Dortmunder Westfalenpark 1959, 1969 und 1991) sowie die Landesgartenschauen in NRW (zum Beispiel Hamm 1984, Rheda-Wiedenbrück 1988). Ab den 1950er Jahren fand der Brutalismus Eingang in die Gestaltung mit Betonsteinen und Waschbeton. Manche Parks sind auch Ausstellungsorte für Kunst im öffentlichen Raum.

## Liste

### Kreisfreie Städte

#### Bielefeld
- Botanischer Garten Bielefeld
- Bürgerpark
- Heimat-Tierpark Olderdissen
- Johannisberg
- Kunsthalle Bielefeld
- Nordpark
- Obersee
- Ravensberger Spinnerei
- Winzerscher Garten

#### Bochum

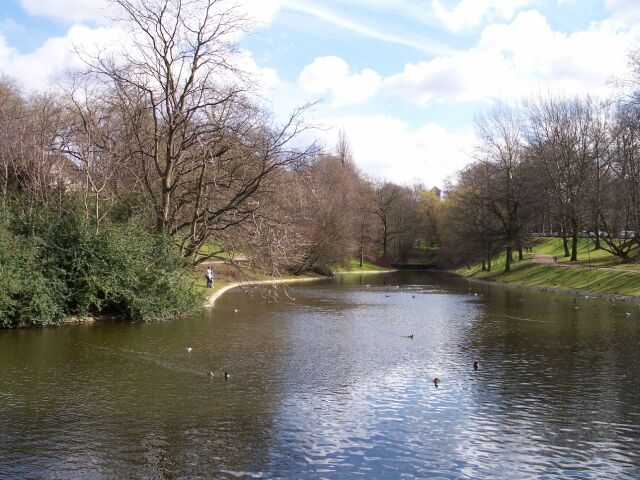
Der Stadtpark in Bochum

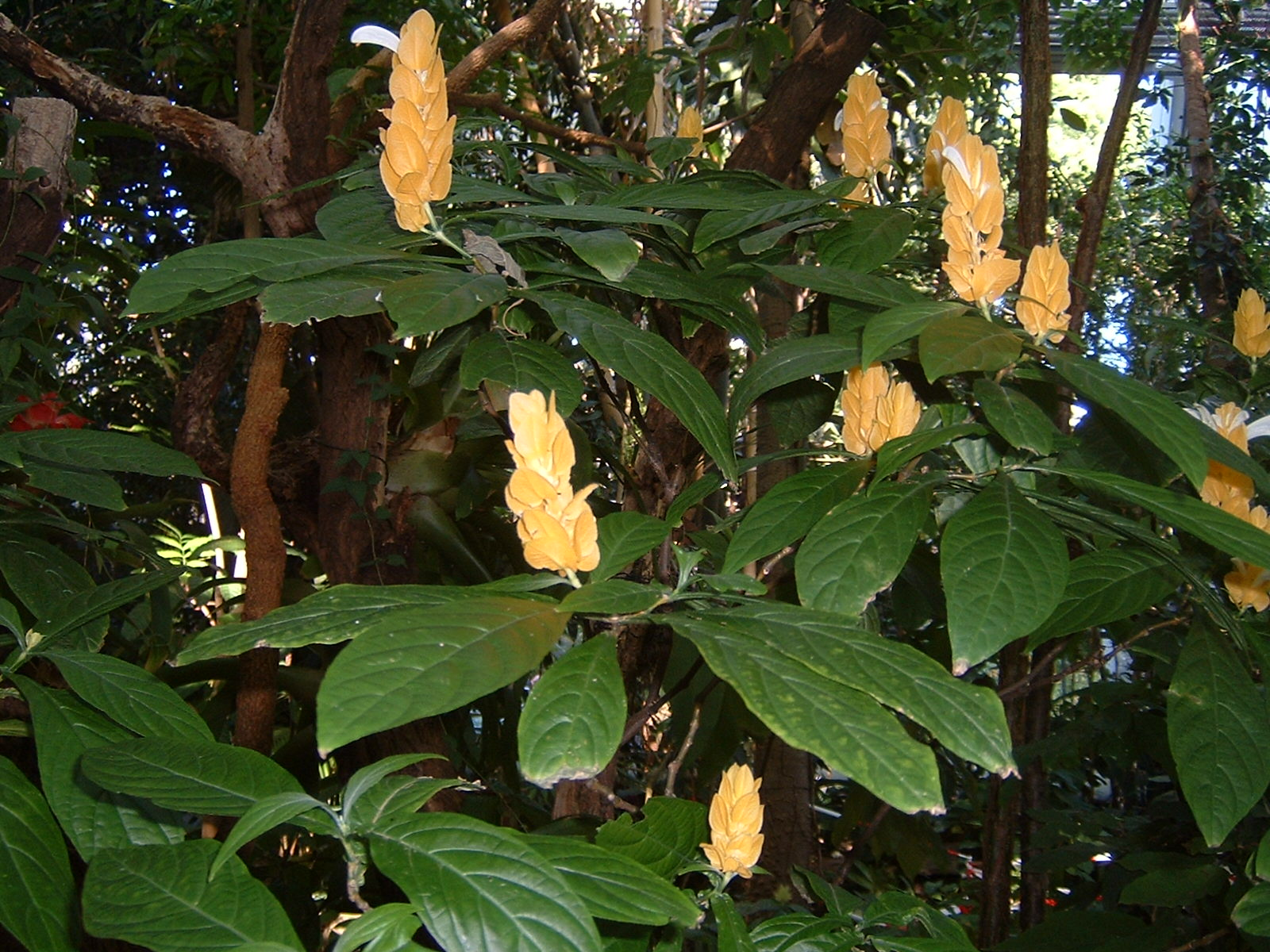
Pflanze im botanischen Garten der Ruhr-Universität Bochum

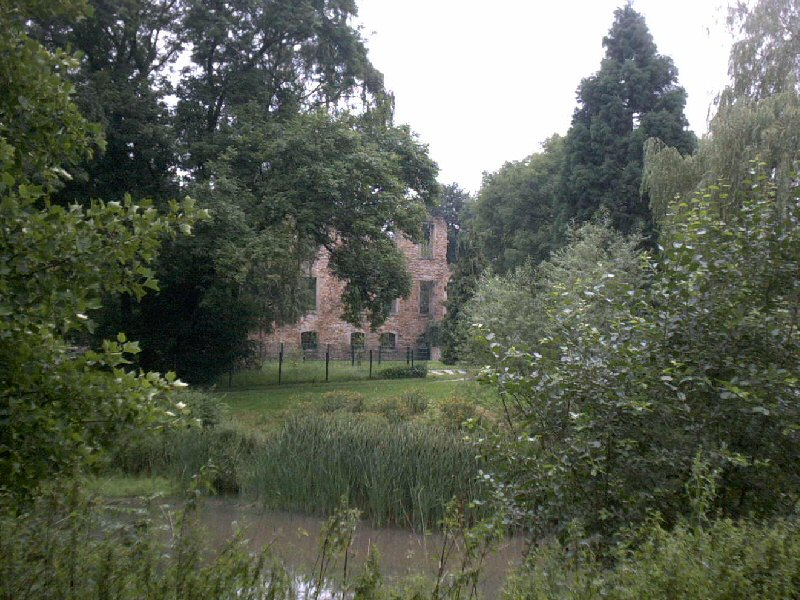
Der Park um Haus Weitmar in Bochum

- Botanischer Garten der Ruhr-Universität Bochum
- Friederikapark
- Gartenanlage Haus Schulte-Steinberg
- Gartenanlage Villa Baare
- Geologischer Garten Bochum
- Friedenspark Ehrenmal
- Grünanlage Kruppwald
- Grünanlage Präsident
- Grünanlage Wiesental
- Grünzug Oelbachtal
- Grünzug Ortelsburger Straße
- Kemnader See
- Kortumpark
- Park Werne
- Park Westerholt
- Schlosspark Haus Weitmar
- Schmechtingwiesen
- Rechener Park
- Stadtgarten Wattenscheid
- Stadtpark Bochum
- Südpark
- Vels-Heide-Park
- Volkspark Hamme
- Volkspark Hiltrop
- Volkspark Langendreer
- Westpark Bochum

#### Bonn
- Arboretum Park Härle
- Baumschulwäldchen
- Botanischer Garten Bonn
- Hofgarten
- Japanischer Garten
- Leserpark
- Poppelsdorfer Allee
- Rheinaue
- Stadtpark Bad Godesberg

#### Bottrop
- BernePark
- Gesundheitspark Quellenbusch
- Prosper-Park
- Park von Schloss Beck
- Stadtgarten Bottrop
- Park der Villa Dickmann
- Volkspark Batenbrock

#### Dortmund

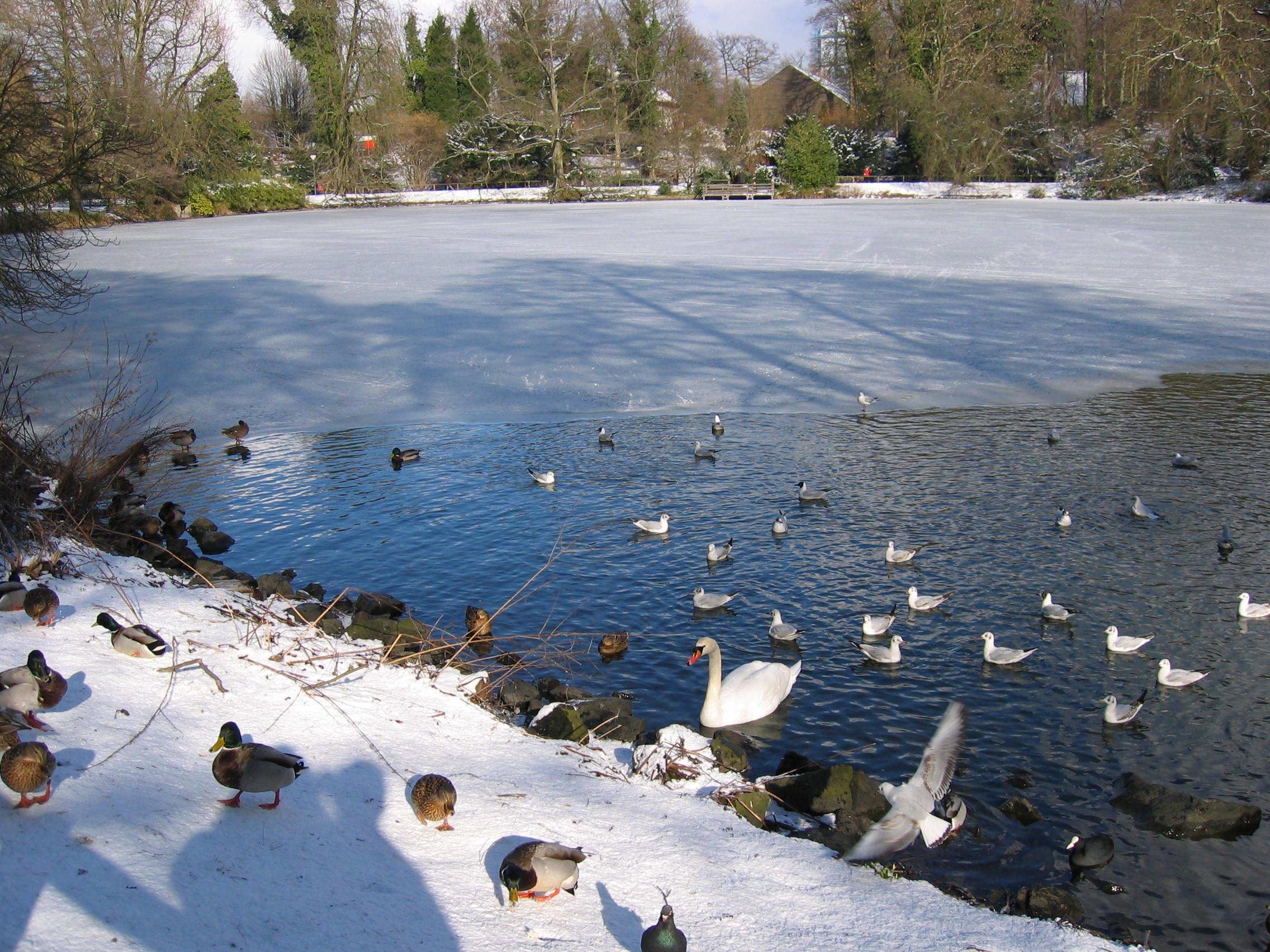
Winterlicher See im Rombergpark

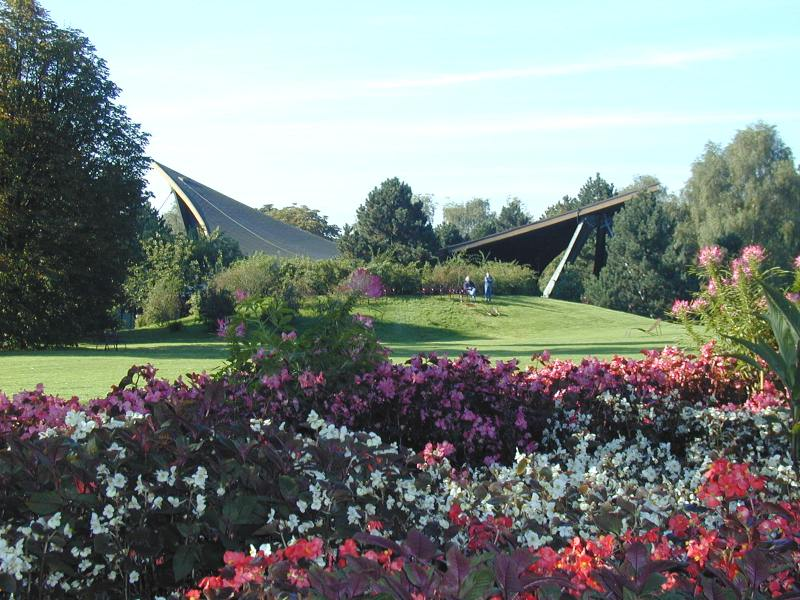
Sonnensegel im Westfalenpark in Dortmund

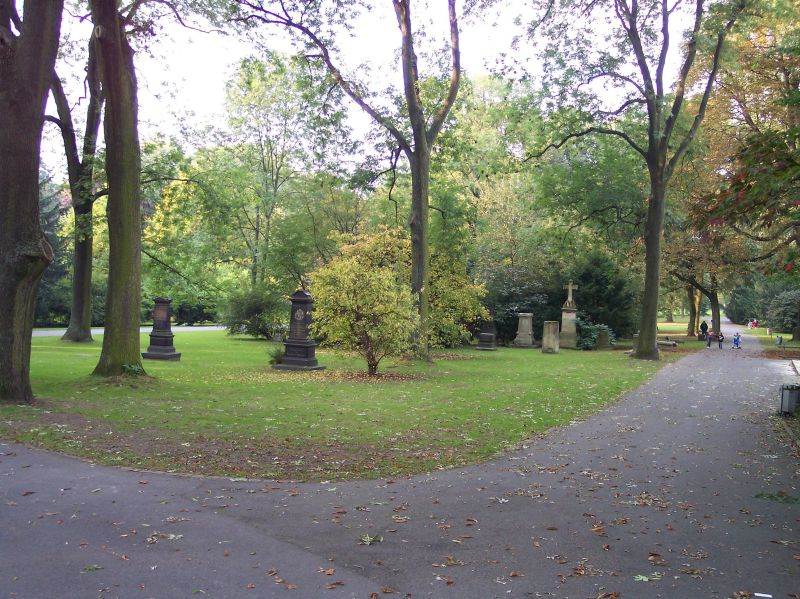
Der Westpark in Dortmund

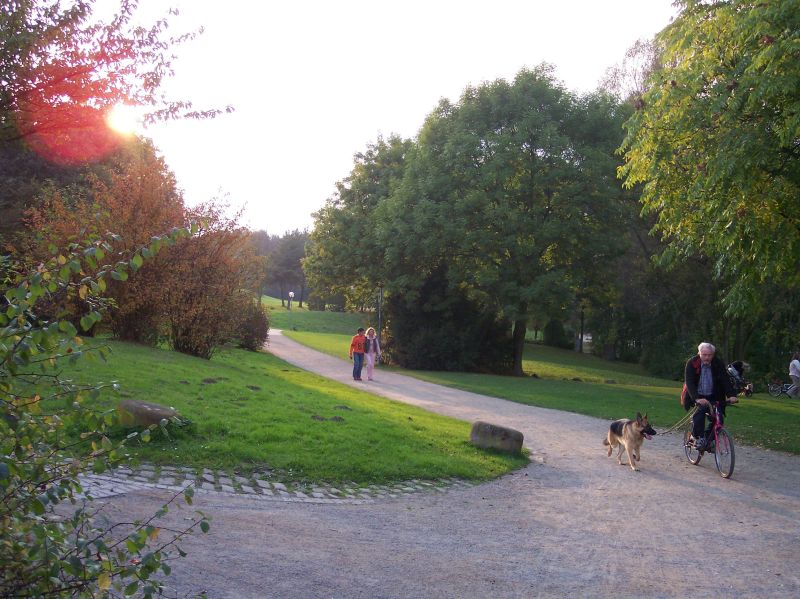
Der Revierpark Wischlingen in Dortmund

- Revierpark Wischlingen, Huckarde
- Garten von Haus Rodenberg
- Park von Haus Bodelschwingh
- Parkanlage der Kommende Brackel
- Park von Haus Schulte-Witten
- Garten von Haus Wenge
- Garten von Haus Dellwig
- Volksgarten Lütgendortmund
- Volksgarten Bövinghausen
- Fredenbaumpark
- Hoeschpark
- Volksgarten Mengede
- Rombergpark
- Tremoniapark
- Westpark Dortmund
- Stadtgarten Dortmund
- Westfalenpark
- Stadtwald Bittermark
- Bolmke
- Kurler Busch
- Naturschutzgebiet Hallerey
- Grävingholz
- Umweltkulturpark
- Phoenix-Park
- Stadewäldchen

#### Düsseldorf
Siehe: Liste von Parkanlagen in Düsseldorf

#### Duisburg
- Böninger Park
- Botanischer Garten Hamborn

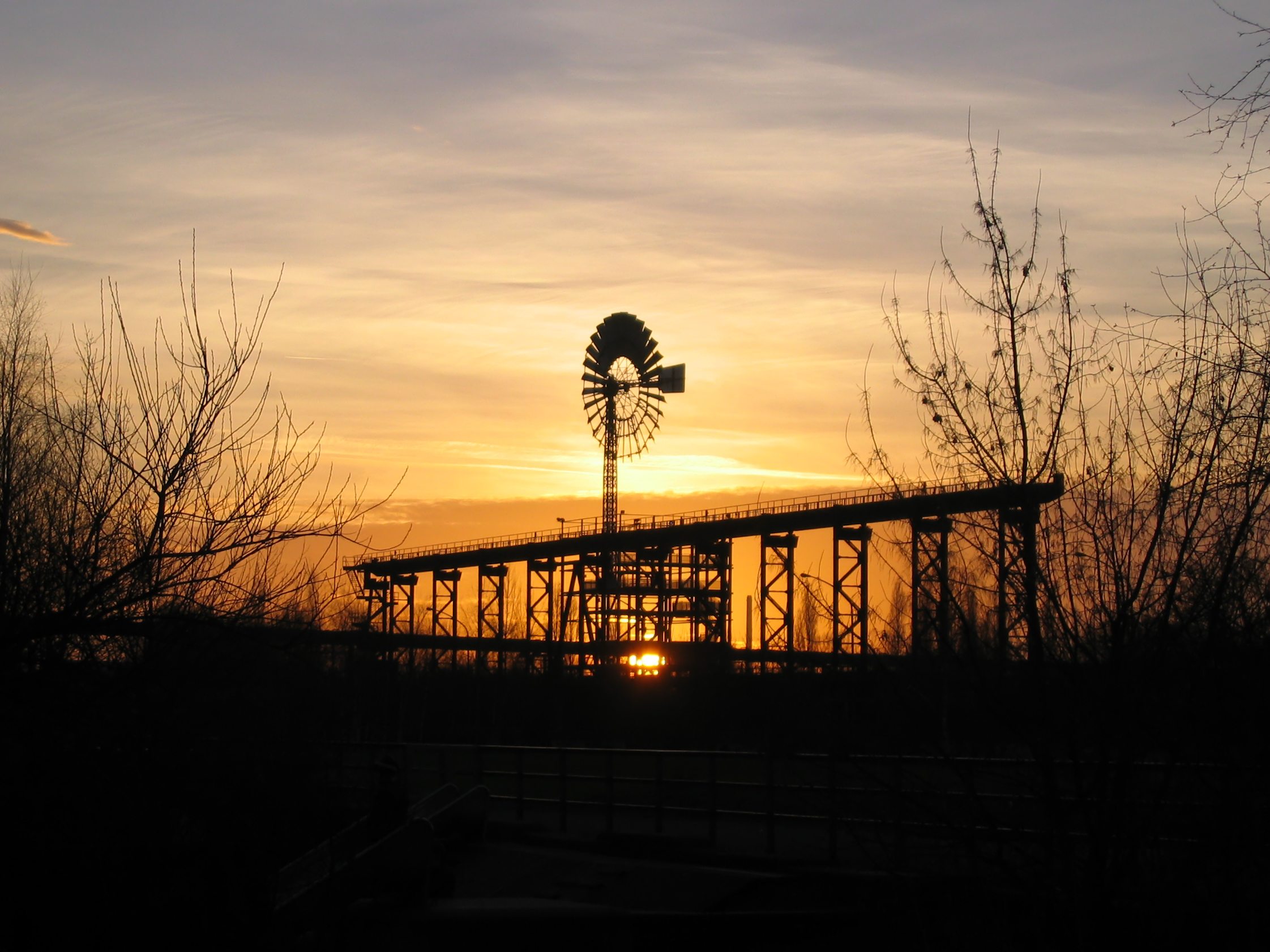
Windrad im Landschaftspark Duisburg-Nord

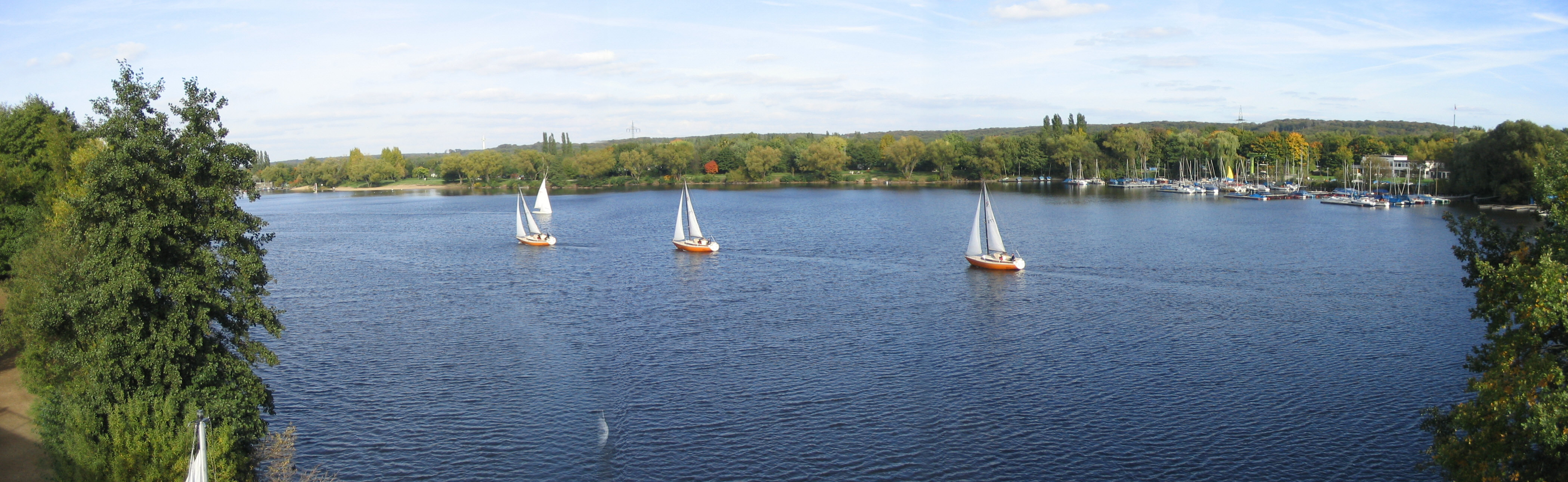
Der Masurensee der Sechs-Seen-Platte in Duisburg

- Botanischer Garten Schweizer Straße
- Duisburger Stadtwald
- Erholungspark Biegerhof
- Garten am Oberhof
- Goerdeler Park
- Grüngürtel Duisburg-Nord
- Hanielscher Garten
- Immanuel-Kant-Park
- Jubiläumshain
- Kaiserberganlagen
- Landschaftspark Duisburg-Nord
- Lutherpark
- Revierpark Mattlerbusch
- Rheinpark
- Schwelgernpark
- Sechs-Seen-Platte
- Sportpark Duisburg
- Stadtpark Hamborn
- Stadtpark Meiderich
- Volkspark Rheinhausen
- Park der Rheinpreußenvilla

#### Essen
- Alfredspark (Holsterhausen)
- Bernewäldchen (Südviertel)
- Bergmannsbusch (Freisenbruch)

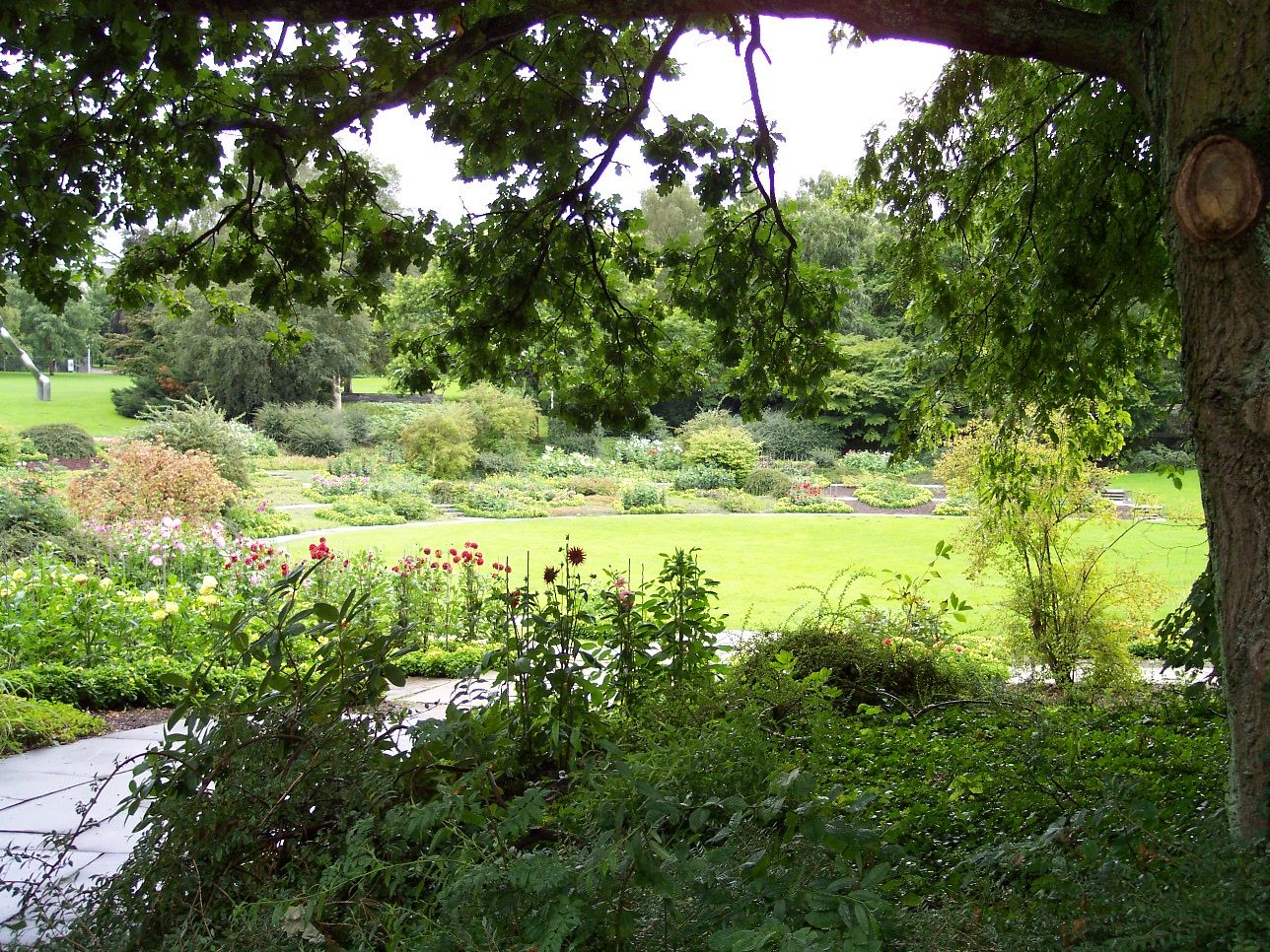
Der Grugapark in Essen

- Borbecker Schlosspark (Schloss Borbeck)
- Brehminsel (Werden)
- Bürgerpark Kuhlhoffstraße (Altenessen)
- Christinenpark (Rüttenscheid)
- Diether-Krebs-Platz (Südostviertel)
- Emscherpark (Karnap)
- Gervinuspark (Frohnhausen)
- Gleispark Frintrop
- Grugapark (Rüttenscheid)
- Hallopark (Stoppenberg)
- Haumannwiesen am Haumannplatz (Rüttenscheid)
- Helenenpark (Altenessen)
- Hügelpark (Bredeney)
- Kaiser-Wilhelm-Park (Altenessen)
- Krupp-Park (Westviertel)
- Benderpark (Kupferdreh)
- Landschaftspark Mechtenberg (Kray)
- Ludwig-Kessing-Park (Überruhr)
- Moltkeviertel, Park (Südostviertel)
- Park am Niederfeldsee (Altendorf)
- Nordpark (Altenessen)
- Residenzaue (Borbeck)
- Riehlpark (Frohnhausen)
- Segerothpark (Nordviertel)
- Siepental (Bergerhausen)
- Spindelmannpark (Altenessen)
- Stadtgarten Essen (Südviertel)
- Stadtgarten Steele
- Volksgarten Kray
- Waldthausenpark (Stadtkern)
- Waldpark (Stadtwald)
- Westpark (Frohnhausen)

#### Gelsenkirchen

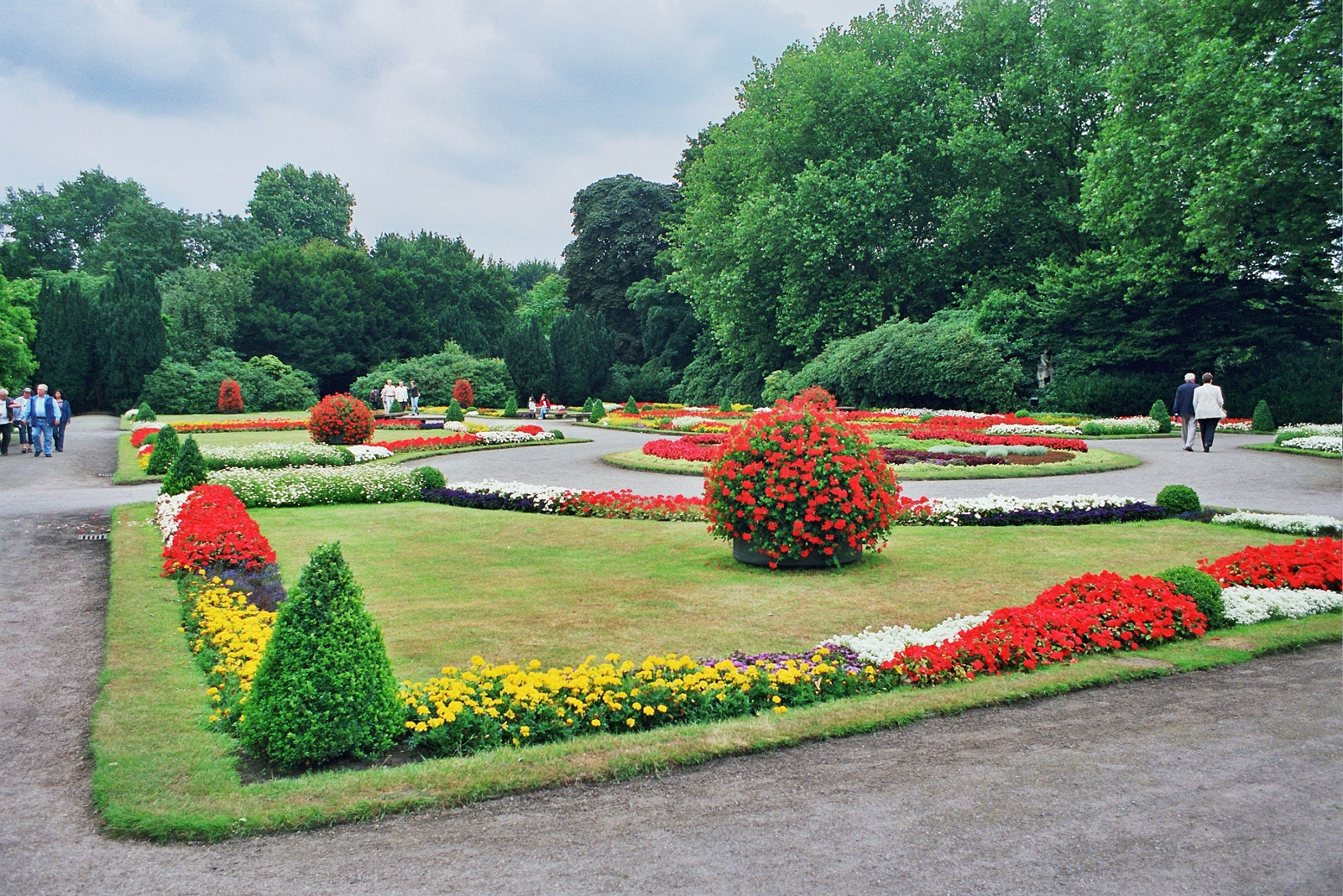
Der französische Garten des Parks von Schloss Berge

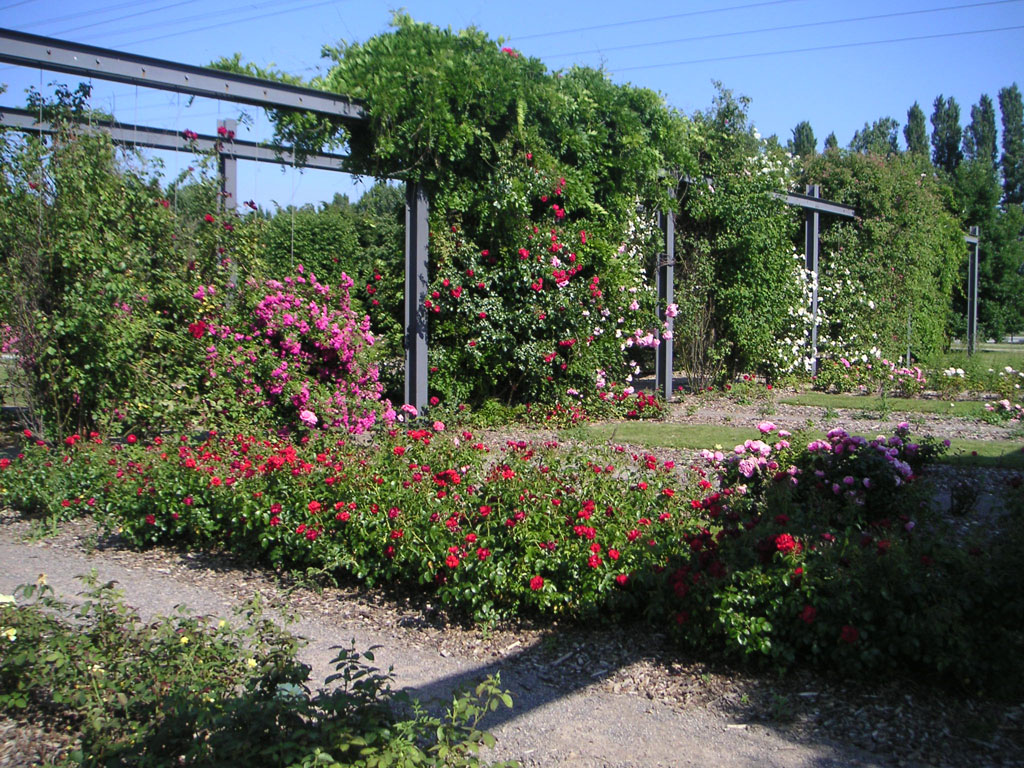
Rosen im Nordsternpark

- Buerscher Grüngürtel
- Bulmker Park
- Burgers Park
- Glückaufpark Hassel
- Nordsternpark (BUGA 1997)
- Stadtgarten Gelsenkirchen
- Park von Schloss Berge
- Park von Schloss Horst
- Revierpark Nienhausen
- Rhein-Elbe-Park (Halde Rheinelbe)
- Von-Wedelstaedt-Park
- Wissenschaftspark Gelsenkirchen

#### Hagen
- Volkspark in der Innenstadt
- Stadtgarten Hagen
- Dr.-Ferdinand-David-Park am AllerWeltHaus
- Funcke-Park im Stadtteil Altenhagen (1865 gestiftet von der Unternehmerfamilie Funcke)
- Schlossgarten Hohenlimburg
- Garten der Villa Hohenhof
- Garten von Haus Busch
- Hamecke-Park (auf einer ehemaligen Mülldeponie in den Stadtteilen Altenhagen und Boelerheide)
- Sport- und Freizeitanlage Haspe (auf dem ehemaligen Gelände der Hasper Hütte)
- Fritz-Steinhoff-Park im Stadtteil Emst

#### Hamm
- Garten an der Burg Mark
- Garten von Schloss Oberwerries
- Kurpark Hamm
- Maximilianpark
- Lippepark

#### Herne
- Revierpark Gysenberg
- Park von Schloss Strünkede
- Volksgarten Eickel
- Bahnhofspark
- Stadtgarten Wanne
- Parkanlage am Solbad Willhemsquelle
- Königsgruber Park
- Behrenspark
- Stadtgarten Herne
- Sportpark Eickel

#### Köln
Siehe: Liste von Parkanlagen in Köln

#### Krefeld
Siehe: Liste von Parkanlagen in Krefeld

#### Leverkusen
In Leverkusen gibt es 42 Parks und Grünflächen.
- Bayer Erholungshauspark
- Wilhelm-Dopatka-Stadtpark
- Neuland-Park
- Tillmanns-Park
- Carl-Duisberg-Park mit Japanischem Garten
- Schlosspark Morsbroich

#### Mönchengladbach
- Bunter Garten
- Beller Park
- Bresges Park
- Helga-Stöver-Park

#### Mülheim an der Ruhr
- Grünanlage an der Dimbeck
- Garten an der Villa Josef Thyssen
- MüGa-Park
- Park von Schloss Broich
- Witthausbusch
- Garten des Klosters Saarn
- Raffelbergpark
- Garten von Schloss Styrum
- Gartenanlage der Villa Feldmann

#### Münster
- Aegidiischanze
- Coerdeplatz
- Engelenschanze
- Haus Heidhorn
- Hörsterplatz
- Kreuzschanze
- Botanischer Garten Münster
- Südpark
- Wienburgpark

#### Oberhausen
- Revierpark Vonderort
- Ruhrpark Oberhausen
- Gehölzgarten Ripshorst
- Emscher Klärpark
- Park am Kastell Holten
- Grünflächen an der Burg Vondern
- Brache Vondern
- Volksgarten Osterfeld
- Volkspark Sterkrade
- Bahnhofspark
- Grillopark Oberhausen
- Königshütter Park
- Kaisergarten
- Gartenanlage am Werksgasthaus
- Uhlandpark
- Olga-Park

#### Remscheid
Parks
- Bökerspark
- Edelhoffpark
- Hardtpark
- Honsbergpark
- Sieper Park
- Stadtpark

Grünanlagen
- Hasenberg
- Klausen
- Kleebachtal
- Kuckuck
- Lennepebachtal
- Panzerbachtal
- Quimperplatz
- Tocksiepen
- Trasse des Werkzeugs
- Balkantrasse

#### Solingen
- Bärenloch
- Botanischer Garten Solingen
- Engelsberger Hof
- Gustav-Coppel-Park
- Müngstener Brückenpark
- Südpark
- Walder Stadtpark

#### Wuppertal
Siehe: Liste von Grünanlagen in Wuppertal

### Städteregion Aachen

#### Aachen
- Aachen Güterbahnhof
- Elisengarten
- Farwickpark
- Friedhof Güldenplan
- Kaiser-Friedrich-Park
- Karlsgarten am Aachener Rathaus
- Karlsgarten in Aachen-Melaten
- Kennedypark
- Kurpark Aachen
- Kurpark Burtscheid
- Lousberg
- Müschpark
- Salvatorberg
- Sandkaulpark
- Stadtgarten Aachen
- Aachener Tierpark Euregiozoo
- Von-Halfern-Park
- Westpark
- Wingertsberg

### Kreis Borken

#### Isselburg
- Anholter Schweiz

#### Bocholt
- Langenbergpark

### Kreis Coesfeld

#### Nordkirchen
- Schloss Nordkirchen

### Kreis Düren

#### Düren
- Konrad-Adenauer-Park
- Schillingspark
- Stadtpark Düren

#### Jülich
- Brückenkopf Jülich

#### Nörvenich
- Burggraben und Park von Schloss Nörvenich

### Ennepe-Ruhr-Kreis

#### Gevelsberg
- Haufer Park

#### Hattingen
- Gethmannscher Garten
- Hillscher Garten
- Diepenbeck-Park

#### Herdecke
- Garten am Haus Ende

#### Schwelm
- Park an Haus Friedrichsbad
- Parkanlage von Haus Martfeld

#### Witten
- Schwesternpark
- Stadtpark Witten
- Hohenstein

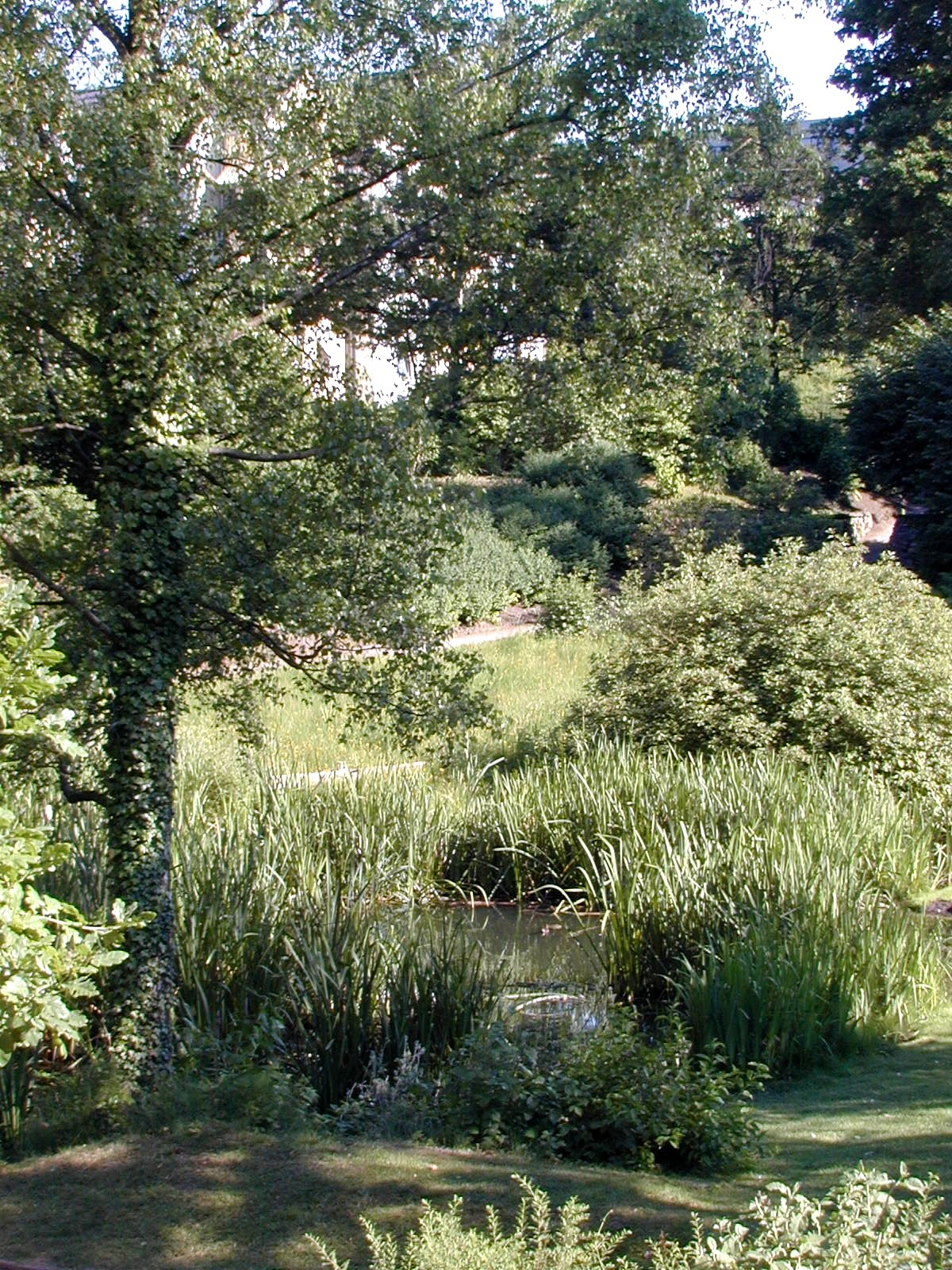
Schwesternpark, Witten

- Ökologischer Lehr- und Musterpark, Herbede
- Lutherpark
- Park des Marienhospital Witten
- Museumspark
- Park der Generationen
- Parkanlage Haus Herbede
- Voß’scher Garten

### Kreis Euskirchen

#### Zülpich
- Seepark Zülpich
- Park am Wallgraben

### Kreis Gütersloh
- Benediktinerinnenkloster Herzebrock
- Haus Bosfeld
- Stift Clarholz
- Flora Westfalica
- Schlosspark Rheda

#### Gütersloh
- LWL-Klinikum Gütersloh
- Mohns Park
- Riegerpark
- Stadtpark Gütersloh

### Kreis Heinsberg

#### Erkelenz
- Lahey-Park

#### Geilenkirchen
- Wurmauenpark

### Kreis Herford

#### Herford
- Aawiesenpark

#### Löhne
- Aqua Magica

### Hochsauerlandkreis

#### Meschede
- Schloss Laer

### Kreis Höxter

#### Bad Driburg
- Buddenberg-Arboretum
- Gräflicher Park Bad Driburg

#### Amelunxen
- Schloss Amelunxen

#### Rheder
- Schloss Rheder

#### Wehrden
- Schloss Wehrden

### Kreis Kleve

#### Bedburg-Hau
- Schloss Moyland

#### Geldern
- Nierspark

#### Kleve
- Alter Tiergarten
- Neuer Tiergarten
- Prinz-Moritz-Park

#### Straelen
- Stadtgarten Straelen

### Kreis Lippe

#### Detmold
- Palaisgarten
- Sanatorium Grotenburg
- Lustgarten
- Friedrichstaler Kanal

#### Dörentrup
- Schloss Wendlinghausen

#### Bad Salzuflen
- Kur- und Landschaftspark Bad Salzuflen

#### Oerlinghausen
- Gutspark Menkhausen

### Märkischer Kreis

#### Hemer
- Sauerlandpark Hemer

#### Iserlohn
- Volksgarten (Letmathe)

#### Meinerzhagen
- Volkspark Meinerzhagen

### Kreis Mettmann

#### Ratingen
- Schloss Landsberg
- Poensgenpark

Velbert
- Herminghauspark

### Kreis Minden-Lübbecke

#### Bad Oeynhausen
- Aqua Magica
- Kurpark Bad Oeynhausen

### Oberbergischer Kreis

#### Hückeswagen
- Johanny’s Park

#### Lindlar
- Freizeitpark Lindlar
- Schloss Heiligenhoven

### Kreis Olpe

#### Olpe
- Stadtpark Olpe

### Kreis Paderborn

#### Wünnenberg
- Schloss Fürstenberg

### Kreis Recklinghausen

#### Castrop-Rauxel
- Park von Haus Goldschmieding
- Naturhindernis-Pferderennbahn
- Stadtgarten Castrop-Rauxel
- Volkspark Ickern

#### Dorsten

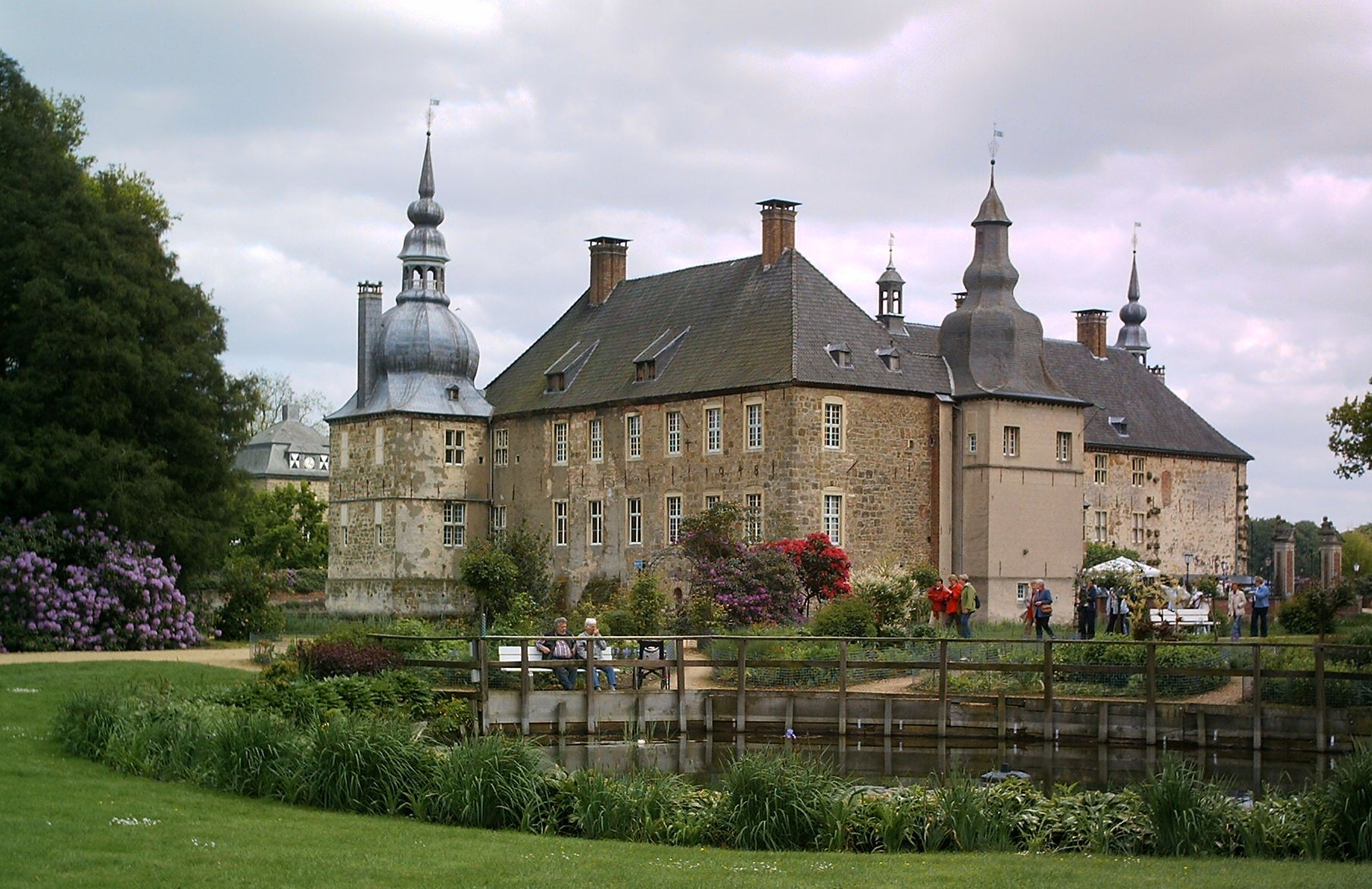
Schloss Lembeck mit einem Teil seines englischen Landschaftsparks

- Park von Schloss Lembeck

#### Gladbeck
- Freizeitstätte Wittringen
- Nordpark Gladbeck
- Schulte-Berge-Park/Gladbeck (Rosenhügel)

#### Haltern
- Kardinal-Graf-von-Galen-Park
- Westufer-Park
- Kohküttelmarkt/„Der See schlägt Wellen“

#### Herten
- Volkspark Katzenbusch
- Park von Schloss Herten

#### Recklinghausen
- Erlbruchpark
- Stadtgarten Recklinghausen
- Schimmelsheider Park
- Klostergarten Recklinghausen
- Südpark Recklinghausen

#### Waltrop
- Park an der Direktorenvilla
- Stadtpark (Moselbach-Tal)

### Rhein-Erft-Kreis

#### Brühl
- Schlösser Augustusburg und Falkenlust
- Kierberger Bahnhofspark

#### Bergheim
- Schloss Paffendorf

#### Erftstadt
- Parkanlagen Schloss Lechenich

### Rhein-Kreis Neuss

#### Jüchen
- Schloss Dyck

#### Neuss
- Alter Stadtgarten
- Jröne Meerke
- Neuer Stadtgarten
- Selikumer Park
- Westfeldpark

### Rhein-Sieg-Kreis

#### Wachtberg
- Burg Gudenau

### Rheinisch-Bergischer Kreis

#### Overath
- Gut Eichthal

### Kreis Siegen-Wittgenstein

#### Kreuztal
- Dreslers Park

### Kreis Soest

#### Lippstadt
- Grüner Winkel
- Kurpark Bad Waldliesborn
- Schloss Schwarzenraben

#### Soest
- Bergenthalpark
- Stadtpark Soest
- Gräfte

### Kreis Steinfurt

#### Hörstel
- Bürgerpark Hörstel

#### Horstmar
- Bürgerpark Horstmar

#### Ibbenbüren
- Naturerlebnispark Dörenthe

#### Lengerich
- Lengericher Skulpturenpark und Hortensiengarten

#### Ochtrup
- Stadtpark Ochtrup
- Wasserburg Haus Welbergen

#### Rheine
- Stadtpark Rheine
- Walshagenpark

#### Steinfurt
- Steinfurter Bagno
- Kreislehrgarten Steinfurt
- Park am Stadtbrunnen, Schulstraße 1
- Tiggelsee

#### Tecklenburg
- Kur- und Landschaftspark Tecklenburg

### Kreis Unna

#### Holzwickede
- Park von Haus Opherdicke

#### Kamen
- Grünanlage am Koppelteich
- Grüngürtel auf den Wallanlagen
- Park am Edelkirchhof
- Postpark

#### Lünen
- Haus Buddenburg
- Haus Oberfelde
- Nordpark Lünen
- Südpark Lünen
- Volkspark Lünen
- Park der Landesgartenschau Lünen
- Park von Schloss Schwansbell
- Lippepark

#### Selm

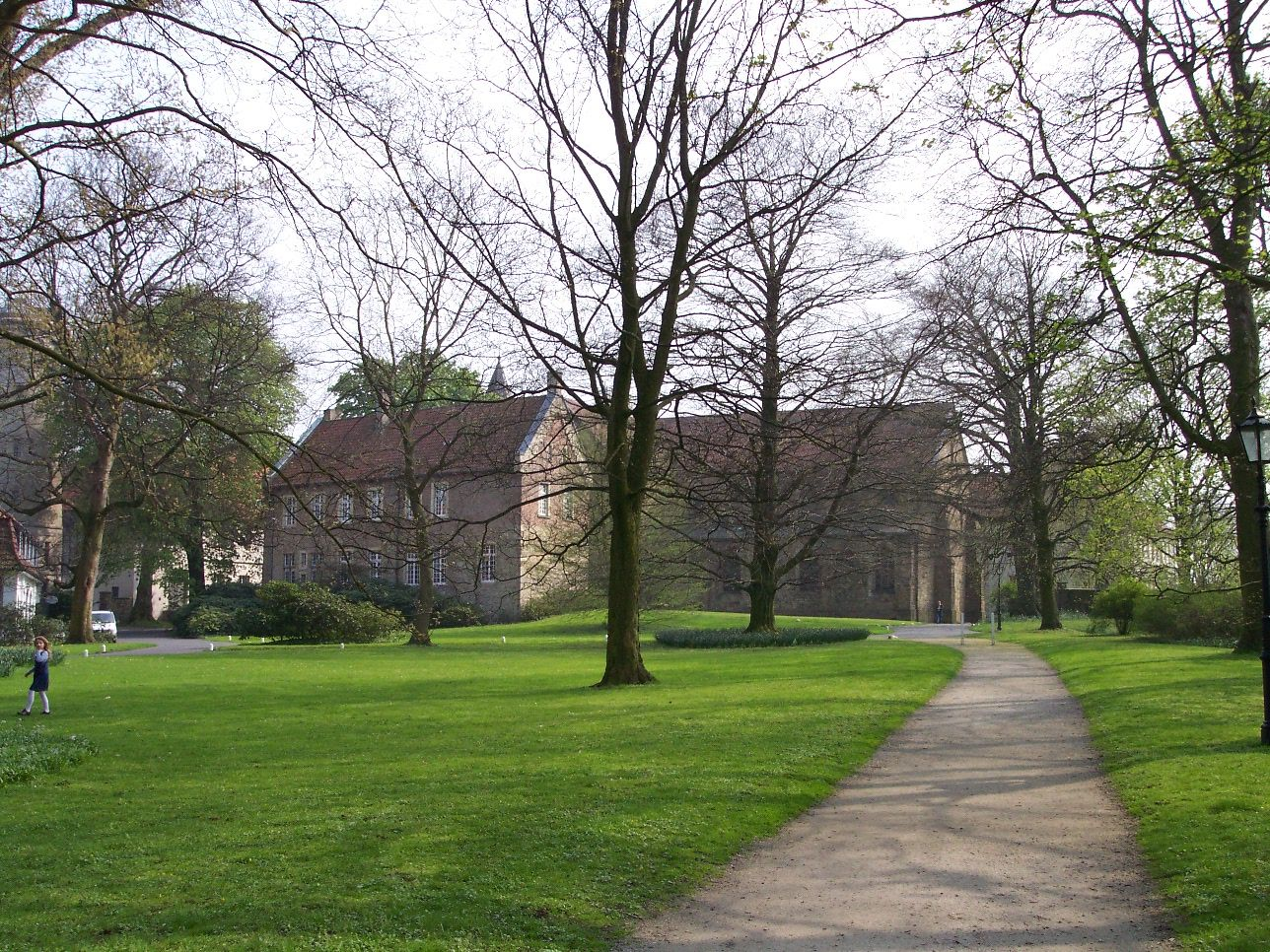
Der Park von Schloss Cappenberg in Selm

- Park von Schloss Cappenberg

#### Unna
- Kurpark Königsborn

### Kreis Viersen

#### Nettetal
- Sequoiafarm Kaldenkirchen

#### Viersen
- Niederrheinischer Natur- und Steingarten

### Kreis Warendorf

#### Beckum
- Phoenix Aktivpark
- Westenfeuermarkt

#### Oelde
- Vier-Jahreszeiten-Park

#### Ostbevern
- Loburger Park

### Kreis Wesel

#### Dinslaken
- Burg Dinslaken

#### Hamminkeln
- Garten von Schloss Ringenberg

#### Moers

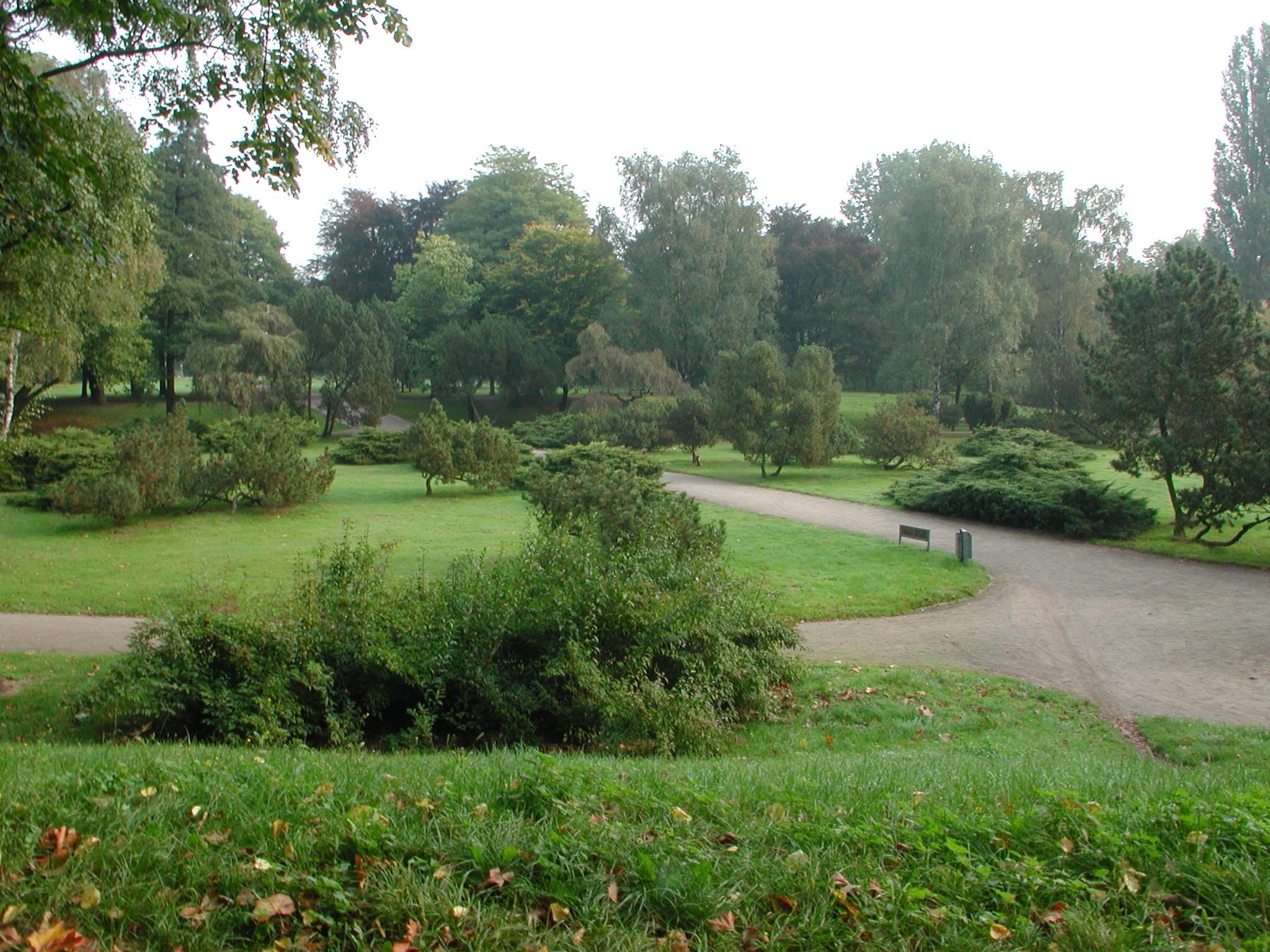
Birkenhain im Park von Schloss Moers

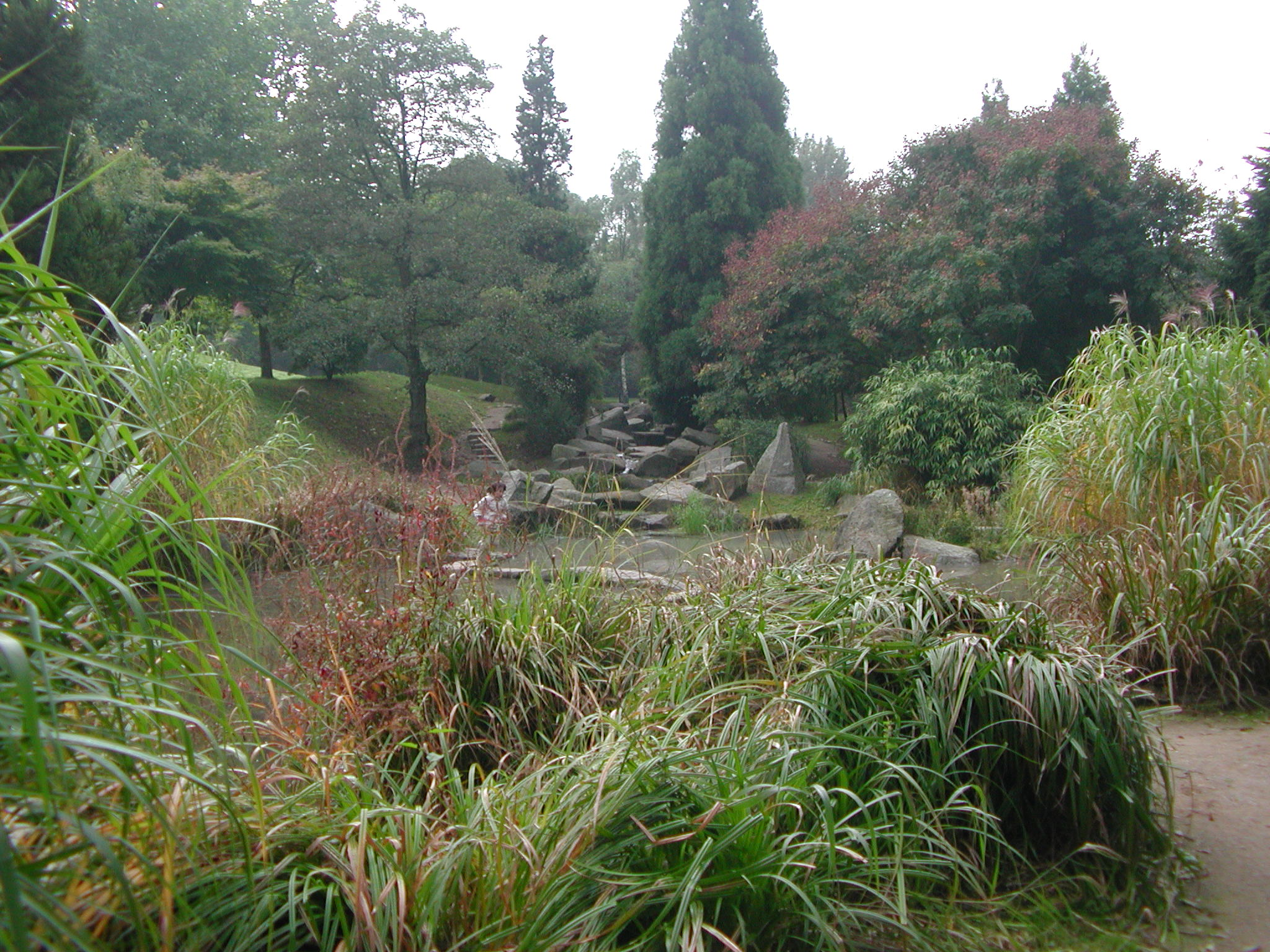
Der japanische Garten im Park von Schloss Moers

- Park von Schloss Moers

#### Voerde
- Park von Haus Voerde
- Stadtpark